# Логенешть (Гинчештський район)
Логенешть (рум. Logănești) — село у Гинчештському районі Молдови. Утворює окрему комуну.

## Населення
За даними перепису населення 2004 року у селі проживали 4119 осіб.
Національний склад населення села:
| Національність       | Кількість осіб | Відсоток   |
| -------------------- | -------------- | ---------- |
| молдавани румуни     | 4071 28        | 98,8% 0,7% |
| росіяни              | 8              | 0,2%       |
| українці             | 5              | 0,1%       |
| інша / без відповіді | 7              | 0,2%       |
| Всього               | 4119           | 100%       |